# Marin Tufan
Marin Tufan (16 de outubro de 1942) é um ex-futebolista romeno que competiu na Copa do Mundo FIFA de 1970.